# Rudolf Hantschel
Rudolf Hantschel (* 4. Dezember 1927 in Langenau, heute Lánov; † 12. Februar 2013) war ein deutscher Glasgestalter.

## Leben und Werk
Hantschels Vater, Rudolf Hantschel, betrieb in Langenau eine Glasraffinerie, die u. a. Luxusglasgefäße herstellte. Hantschel machte von 1941 bis 1944 an der renommierten staatlichen Glasfachschule Haida (heute Nový Bor) eine Ausbildung zum Glasschleifer. 1946 wurde die Familie ausgesiedelt, und Hantschel kam nach Gehren. Dort gründete er eine eigene Glaswerkstatt. 1950 erwarb er den Meistertitel, 1955 erhielt er den Titel Anerkannter Kunsthandwerker. Ebenfalls 1955 übernahm er in Gehren den Glas-Betrieb Ferdinand Hantschel. Hantschel gehörte zu den bedeutenden Glasgestaltern der DDR. Er arbeitete bei der Veredlung von Hohlglas mit Vorliebe mit kalten Techniken wie Gravur und Ätzung. Hantschel war von 1975 bis 1990 Mitglied des Verbands Bildender Künstler der DDR und hatte im In- und Ausland eine bedeutende Zahl von Einzelausstellungen und Ausstellungsbeteiligungen.
Nachdem Hantschel sich zur Ruhe gesetzt hatte, führte sein Sohn die Werkstatt bis 1993 fort.
Hantschel war mit Gisela Hantschel (1927–2021) verheiratet.

## Ehrungen
- 1967: 2. Preis im Wettbewerb „Tischgerät“ der VI. Deutschen Kunstausstellung
- 1969: Ehrenurkunde der Ausstellung „Kunsthandwerk der DDR“ in Erfurt
- 1974: Ehrenzeichen des Handwerks in Bronze

## Öffentliche Sammlungen mit Werken Hantschels (unvollständig)
- Arnstadt: Schlossmuseum Arnstadt[2]
- Berlin: Kunstgewerbemuseum[3]
- Düsseldorf: Museum Kunstpalast (Glasmuseum Hentrich)[4]
- Lauscha: Museum für Glaskunst[2]
- Schwerin: Staatliches Museum Schwerin

## Ausstellungen (unvollständig)

### Personalausstellungen
- 1977: Berlin, Studio-Galerie
- 1977: Gera, Galerie im Stadthaus (mit Günther Eckardt)
- 1983: Potsdam, Ladengalerie des VEB Umweltgestaltung und Bildende Kunst

### Teilnahme an zentralen und wichtigen regionalen Ausstellungen in der Sowjetischen Besatzungszone bzw. der DDR
- 1948 bis 1970: Leipzig, mehrmals Grassimesse
- 1967/1968 und 1972/1973: VI. Deutsche Kunstausstellung und VII. Kunstausstellung der DDR
- 1969: Erfurt, iga („Kunsthandwerk der DDR“)
- 1974: Erfurt, IGA-Gelände („I. Quadriennale des Kunsthandwerks sozialistischer Länder“)
- 1979 und 1984: Suhl, Bezirkskunstausstellungen